# Celestus hewardi
Celestus hewardi — вид веретільницеподібних ящірок родини Diploglossidae. Ендемік Ямайки.

## Поширення і екологія
Celestus hewardi мешкають в північних і центральних районах Ямайки. Вони живуть в рівнинних тропічних лісах і садах, на висоті від 120 до 718 м над рівнем моря. Живляться слимаками та іншими безхребетними.

## Збереження
МСОП класифікує цей вид як такий, що перебуває під загрозою зникнення. Celestus hewardi загрожує знищення природного середовища та хижацтво з боку здичавілих кішок і малих індійських мангустів.